# Flugplatz Rotenburg (Wümme)

i7
i11
i13
Der Flugplatz Rotenburg (Wümme) (ICAO-Code: EDXQ) ist ein Verkehrslandeplatz, der etwa vier Kilometer nordwestlich der Stadt Rotenburg (Wümme) und im Elbe-Weser-Dreieck zwischen Hamburg, Bremen und Hannover liegt.

## Geographische Lage
Der Flugplatz befindet sich gegenüber der von-Düring-Kaserne auf einem ehemaligen Militärflugfeld auf einer Höhe von 30 Metern über dem Meeresspiegel. Der Flugplatz liegt etwa vier Kilometer in nordwestlicher Richtung von Rotenburg (Wümme) entfernt und wird von den umliegenden Gemeinden Scheeßel, Sottrum und Gyhum umschlossen.

## Geschichte
Der Flugplatz wurde von der Wehrmacht als Militärflugplatz der benachbarten Rotenburger Kaserne angelegt.
Am 26. April 2013 ereignet sich im etwa 2 km entfernten Bötersen ein Absturz einer einmotorigen Turboprop-Maschine, die sich bei schlechten Wetterbedingungen im Landeanflug auf den Flugplatz Rotenburg (Wümme) befand. Bei dem Unglück kamen alle vier Insassen, die vom Flughafen Kiel-Holtenau über Rotenburg in das baden-württembergische Friedrichshafen reisen wollten, zu Tode.
Seit dem 24. August 2021 ist auf dem Flugplatz eine ausgemusterte Transall der Bundeswehr ausgestellt. Das Flugzeug mit dem Kennzeichen 50+66 wurde an diesem Tag vom Fliegerhorst Hohn nach Rotenburg geflogen und anschließend demilitarisiert.
Am 1. August 2015 fand auf dem Gelände des Flugplatzes zum ersten Mal das Ferdinands Feld Festival – ein Musikfestival der Elektronischen Tanzmusik (EDM) sowie House, Hardstyle und Techno im Beisein von rund 4.000 Besuchern statt. Aufgrund der COVID-19-Pandemie fand das Festival in den Jahren 2020 und 2021 nicht statt. Inzwischen findet das Festival seit 2022 wieder jährlich unter Beteiligung von mittlerweile mehr als 20.000 Besuchern wieder statt (Stand 2024).

## Flugplatz
Der Flugplatz verfügt über zwei Graspisten mit einer Breite von 40 m bzw. 30 m und den Längen von 750 m und 1200 m. Des Weiteren verfügt der Flugplatz über eine Asphaltlandebahn mit der Breite 30 m und einer Länge von 806 m (Ausrichtung 08/26). Nachtflüge sind möglich und eine Befeuerung ist vorhanden.
Das Anfliegen des Platzes ist mit motorbetriebenen Luftfahrzeugen bis zu einem Gewicht von 5,7 t möglich. Für schwerere Luftfahrzeuge wird eine vorherige Genehmigung benötigt.
Eine Betankung mit den gängigen Treibstoffen AVGAS, MOGAS, Jet A1 ist an der Tankstelle möglich.

### Liste der Landebahnen- und Plätze
| Landebahnbezeichnung                               | Länge | Breite | Ausrichtung | Bodenbeschaffenheit |
| -------------------------------------------------- | ----- | ------ | ----------- | ------------------- |
| Asphaltlandebahn                                   | 806 m | 30 m   | 08/26       | Asphalt             |
| Landebahn für Ultraleichtflugzeuge und Motorsegler | 750 m | 40 m   | 08/26       | Gras                |

### Funkfrequenzen
| Zugehörigkeit          | Frequenz in MHz | Status               |
| ---------------------- | --------------- | -------------------- |
| Rotenburg (Wümme) Info | 122,050         | bis April 2018 aktiv |
| Rotenburg (Wümme) Info | 136,015         | ab April 2018 gültig |
| Segelflieger           | 122,050         | aktiv                |

## Flugbetrieb
Der Flugplatz wird von zahlreichen Chartergesellschaften, Flugschulen und Flugvereinen benutzt. Aufgrund der drei Landebahnen, Unterstellungsmöglichkeit im Hangar und einem Restaurant auf dem Gelände wird dieser Flugplatz oft als Zwischenstation verwendet.
Des Weiteren ist der Flugplatz bei gutem Wetter ein Anziehungspunkt für private Segelflieger, Motorsegler, Ultraleichtflugzeuge oder Heißluftballons.

### Betriebszeiten
Flugbetrieb ist täglich von 10:00 Uhr bis Sonnenuntergang, spätestens 19:00 Ortszeit (im Sommer samstags, sonntags und feiertags bis 20:00 Uhr Ortszeit) ohne vorherige Genehmigung möglich. Die übrige Zeit ist der Flugplatz durch Einholen einer Genehmigung (PPR) nutzbar.
An Werktagen von 13:00 bis 14:30 Uhr und nach 19:00 Uhr sowie an Sonntagen und an Feiertagen vor 10:00 und nach 13:00 Uhr sind nur abfliegende zu und ankommende nach Überlandflügen für motorgetriebene Flugzeuge zulässig.
An Sonntagen und an Feiertagen von 13:00 bis 15:00 Uhr sind Starts nur mit Luftfahrzeugen zulässig, die die erhöhten Lärmschutzanforderungen erfüllen.

## Ansässige Flugschulen
- AIRperience / Flugausbildung[10]
- BVL – Bremer Verein für Luftfahrt / Ultraleichtflugausbildung[11]
- Ultraleicht-Flugzentrum Rotenburg (Wümme)[12]

## Ansässige Vereine
- Bremer Verein für Luftfahrt Abteilung Ultraleichtflieger
- Verein für Luftsport Rotenburg (Wümme) e. V.
- Verein zur Erhaltung Historischer Luftfahrzeuge
- Motorsegler Club Rotenburg[13]